# Aglia roseotincta
Aglia roseotincta är en fjärilsart som beskrevs av Schultz. 1905. Aglia roseotincta ingår i släktet Aglia och familjen påfågelsspinnare. Inga underarter finns listade i Catalogue of Life.